# Polyarrhena
Polyarrhena là một chi thực vật có hoa trong họ Cúc (Asteraceae).

## Loài
Chi Polyarrhena gồm các loài: